# Premi Martin Ennals per Defensors dels Drets Humans
El Premi Martin Ennals per Defensors dels Drets Humans, anomenat "Premi Nobel de Drets Humans", es va crear el 1993 per honrar i protegir persones de tot el món que demostren un coratge excepcional per defensar i promoure els drets humans. El seu objectiu principal és proporcionar una protecció especial ("publicitat protectora") als defensors dels drets humans que corren el risc d'enfocar l'atenció als mitjans internacional en la seva difícil situació, principalment a través d'Internet, particularment al seu país d'origen. El guardó porta el nom de Martin Ennals, antic secretari general d'Amnistia Internacional.
El guardó atorga un premi en efectiu de 20.000 francs suïssos per als guanyadors del premi per donar suport al seu treball en matèria de drets humans. La cerimònia anual se celebra a Ginebra a l'octubre en associació amb la ciutat de Ginebra. Un jurat internacional, format per representants de deu organitzacions de drets humans, selecciona cada any el guanyador del premi. Entre els membres del jurat hi figuren Amnistia Internacional, Human Rights Watch, Federació Internacional de Drets Humans, l'Organització Mundial contra la Tortura, Front Line Defenders, Comissió Internacional de Juristes, Human Rights First, International Service for Human Rights, Diakonisches Werk, i HURIDOCS.

## Guanyadors
| Any   | Nom                                                                                         |
| ----- | ------------------------------------------------------------------------------------------- |
| 1994  | Harry Wu ( R.P. de la Xina)                                                                 |
| 1995  | Asma Jahangir ( Pakistan)                                                                   |
| 1996  | Clement Nwankwo ( Nigèria)                                                                  |
| 1997  | Samuel Ruiz García ( Mèxic)                                                                 |
| 1998  | Eyad El Sarraj ( Palestine)                                                                 |
| 1999  | Nataša Kandić ( Iugoslàvia)                                                                 |
| 2000  | Immaculée Birhaheka ( R.D. del Congo)                                                       |
| 2001  | Brigadas Internacionales de Paz ( Colòmbia)                                                 |
| 2002  | Jacqueline Moudeina ( Txad)                                                                 |
| 2003  | Alirio Uribe Muñoz ( Colòmbia)                                                              |
| 2004  | Lidia Yusupova ( Rússia)                                                                    |
| 2005  | Aktham Naisse ( Síria)                                                                      |
| 2006  | Akbar Ganji ( Iran) i Arnold Tsunga ( Zimbàbue)                                             |
| 2007  | Rajan Hoole, Kopalasingham Sritharan (ambdós Sri Lanka) i Pierre Claver Mbonimpa ( Burundi) |
| 2008  | Mutabar Tadjibaeva ( Uzbekistan)                                                            |
| 2009  | Emadeddin Baghi ( Iran)                                                                     |
| 2010  | Muhannad Al-Hassani ( Síria)                                                                |
| 2011  | Kasha Jacqueline Nabagesera ( Uganda)                                                       |
| 2012  | Luon Sorvath ( Cambodia)                                                                    |
| 2013: | Joint Mobile Group ( Rússia)                                                                |
| 2014  | Alejandra Ancheita ( Mèxic)                                                                 |
| 2015  | Ahmed Mansoor ( UAE)                                                                        |
| 2016  | Ilham Tohti ( R.P. de la Xina)                                                              |
| 2017  | Mohamed Zaree ( Egipte)                                                                     |